# Martinus Adrianus Beek
Martinus Adrianus Beek (Ambt Ommen, 25 juni 1909 – Amsterdam, 31 juli 1987) was een vrijzinnig-hervormd Oudtestamenticus en een van de grondleggers van de Amsterdamse School.

## Biografie
Martinus Adrianus Beek werd op 25 juni 1909 geboren in het Overijsselse Ommen als zoon van een belastingambtenaar.Hij groeide op in Kampen. Hij groeide op in het orthodox-protestantse Kampen waar zijn ouders behoorden tot de vrijzinnig-hervormde gemeente aldaar. Zijn vader was enige tijd raadslid voor de Vrijzinnig-Democratische Bond (VDB).
Na het behalen van zijn HBS-diploma deed hij staatsexamen aan het gymnasium om vervolgens theologie te gaan studeren aan de Rijksuniversiteit Leiden. Vanaf het eerste begin ging zijn aandacht uit naar het Oude Testament. Een van zijn leermeesters was de vrijzinnige én controversiële hoogleraar B.D. Eerdmans. Net als Eerdmans zou Beek alle nadruk leggen op de getuigenis van de tekst en was hij net als zijn leermeester slechts zijdelings geïnteresseerd in de ontstaansgeschiedenis. Overigens vond hij de colleges van Eerdmans "slaapverwekkend". Beek onderging ook de invloed van de godsdiensthistoricus William Brede Kristensen. Tijdens zijn studie volgde hij ook lessen in de Assyriologie van F.M.Th. de Liagre Böhl die hem adviseerde om een jaar in Leipzig te studeren.
Tijdens zijn studie in Leipzig (1933-1934) raakte hij in de ban van de hoogleraren Albrecht Alt en Gerhard von Rad. In 1935 promoveerde hij bij Eerdmans op Das Danielbuch. Sein historischer Hintergrund und seine literarische Entwickelung. Hij was vervolgens vrijzinnig-hervormd predikant te Anloo (1934), Groningen (1937) en te Enschede (1942). Van 1941 tot 1942 was hij privaatdocent laat-joodse letterkunde aan de Universiteit van Groningen. De Duitsers ontsloegen Beek echter. In 1946 volgde Beek Juda Lion Palache op als hoogleraar Hebreeuwse taal aan de Universiteit van Amsterdam en kreeg daar de leeropdracht Oud-Hebreeuwse letterkunde, de uitlegging van het Oude Testament en de geschiedenis van de godsdienst van Israël bij. Hij bleef hoogleraar tot 1974.
Beek was betrokken bij de vertaling van het Nederlands Bijbelgenootschap dat resulteerde in de Nieuwe Vertaling van 1951.
Beek probeerde zijn studenten bij te brengen dat het Oude Testament ook vanuit de rabbijnse exegese moest worden verstaan.

### Amsterdamse School

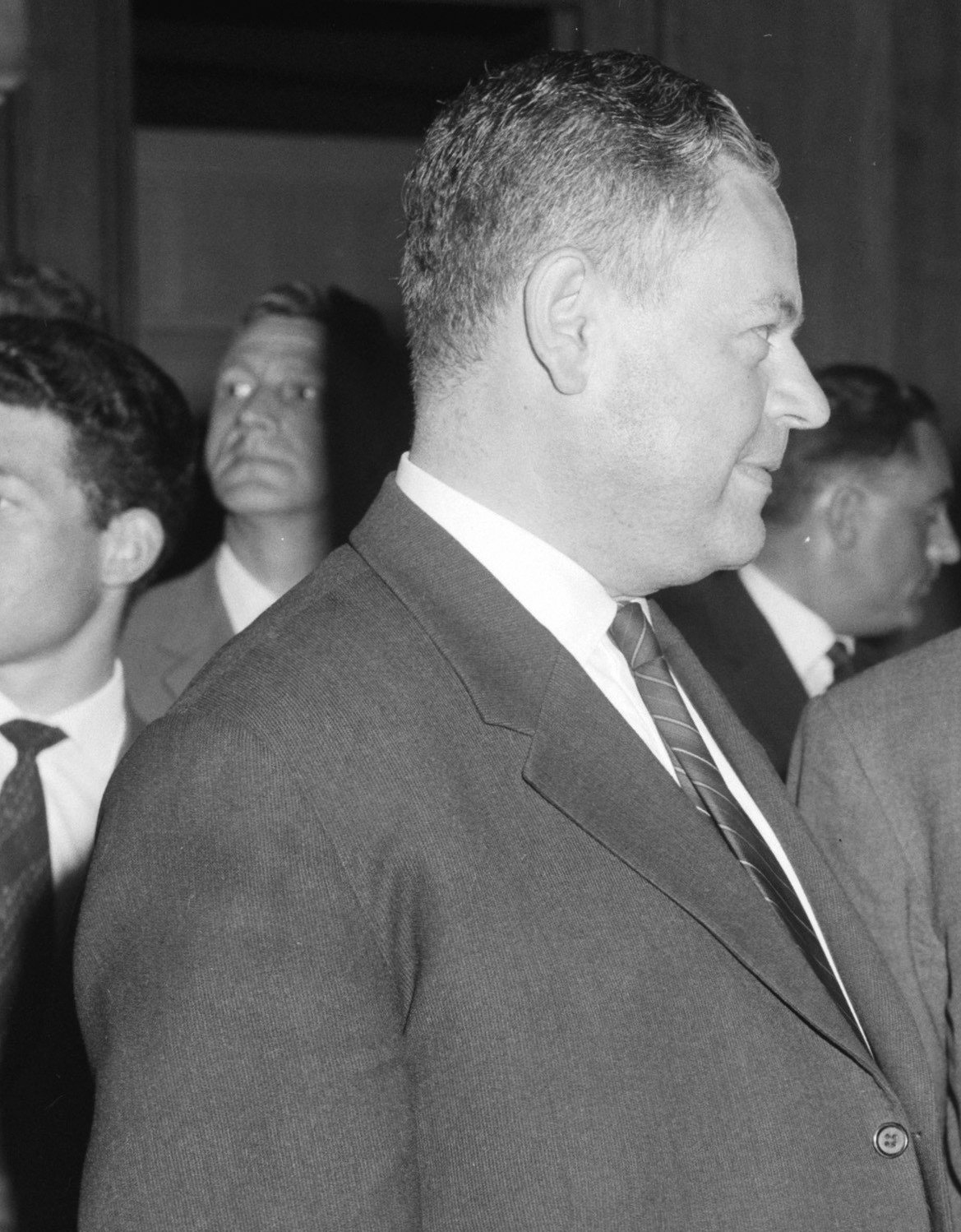
Prof. dr. M.A. Beek (1962)

Als geleerde ging Beek uit van de Bijbeltekst zoals die tot ons is gekomen in haar definitieve compositie. Beek ontkende niet dat de tekst een lange ontstaansgeschiedenis achter de rug had, maar toonde zich daar niet echt van onder de indruk. Voor hem gold: "Het bijbels verhaal heeft zeggingskracht zoals het er ligt als uiteindelijke compositie." Allerlei theorieën over het ontstaan van de tekst, het auteurschap of de historiciteit leiden alleen maar af van wat de tekst ons wil zeggen. Scherp zag Beek ook de beperkingen van het historisch-kritisch onderzoek in. Sommige aanhangers van deze methode van onderzoek gaan ervan uit dat het historisch onderzoek aantoont welk verhaal of welke passage "echt" (d.w.z. "historisch") heeft plaatsgevonden. Op datgene wat dan "echt" is gebeurd kan men dan zijn geloof bouwen. Beek geloofde niet dat een verhaal pas zeggingskracht heeft als bewezen is dat een verhaal echt gebeurd is. Een verhaal waarvan men niet ten onrechte aanneemt dat het nooit historisch heeft plaatsgevonden (bijv. Jona in de [wal]vis of de stilstaande zon in Joz. 10) kan nog steeds zeggingskracht hebben (misschien wel meer dan een verhaal dat men op goede historische gronden voor "echt" houdt).
Beek wordt (terecht) gezien als een van de grondleggers van de Amsterdamse School. De Amsterdamse School gaat uit van de boven beschreven principes. Deze School verzet zich ook tegen een dogmatische interpretatie van de Bijbel omdat men dan de tekst evenmin voor zichzelf laat spreken. Men leest de Bijbel dan door de befaamde "dogmatische bril" en dit staat close reading van de tekst in de weg.

## Privé
M.A. Beek was getrouwd met Jacoba Christina Reeser (1908-1990). Na zijn emeritaat kreeg Beek een ernstig ongeluk waarvan hij maar gedeeltelijk herstelde. Op latere leeftijd kreeg hij last van toenemende doofheid. Hij overleed op 78-jarige leeftijd, op 31 juli 1987 in Amsterdam.
Tijdens zijn leven was Beek ook maatschappelijk betrokken. Tijdens zijn studententijd vatte hij sympathie op voor het communisme. Na de oorlog werd hij lid van de PvdA. Hij was actief binnen de Vereniging van Vrijzinnig Hervormden (VVH) en de Nederlandse Protestantenbond (NPB) en hij verzorgde radiolezingen op zaterdagavonden voor de VPRO. Hij was oprichter en voorzitter van het Genootschap Nederland-Israël en actief in andere wetenschappelijke genootschappen (o.a. Societas Hebraica Amstelodamensis). Beek was als student in Leiden in 1933 mede-oprichter en later voorzitter (1962-1974) van de vereniging Ex Oriente Lux. Zijn benoeming als voorzitter leidde tot onenigheid onder enkele leden, die vonden dat hij te veel sympathie voor de staat Israël had. Beek was lid van de Koninklijke Hollandsche Maatschappij der Wetenschappen.
Zijn oudste zoon Klaas Jan Beek (1935-2019) heeft na zijn opleiding in Wageningen voor de FAO de eerste bodemkaart van Latijns-Amerika samengesteld (de FAO/UNESCO Wereld Bodemkaart) en was van 1980 tot 1996 rector van het International Institute for Geo-Information Science and Earth Observation (ITC) in Enschede.

## Publicaties (selectie)
- Das Danielbuch. Sein historischer Hintergrund und seine literarische Entwicklung (dissertatie, 1937)
- Aan Babylons stromen. Hoofdmomenten uit de cultuurgeschiedenis van Mesopotamië in het Oud-Testamentische tijdvak (1950; 2e, verbeterde druk 1951; 3e, verbeterde en bijgewerkte druk 1956)
- Nieuwe Vertaling van het Nederlands Bijbelgenootschap (een van de vertalers, 1951)
- Wegen en voetsporen van het Oude Testament (1953; 7e druk 1989)
- Atlas van het Tweestromenland (1960, ook Duitse en Engelse edities)
- Wegwijzers en Wegbereiders. Een halve eeuw Oudtestamentische wetenschap (autobiografie, 1975)
- Grote Winkler Prins Encyclopedie (div. lemmata)

## Verwijzingen
1. 1 2  H. Blok, "Levensbericht Martinus Adrianus Beek", in: Jaarboek van de Maatschappij der Nederlandse Letterkunde, 1991, 75-81. Gearchiveerd op 31 mei 2023.
2. ↑  Biografisch Lexicon voor de geschiedenis van het Nederlandse Protestantisme, p. 46, Kok/Kampen 2001.
3. ↑  Eerdmans geloofde dat het overgrote deel van de Thora terugging op Mozes, terwijl de meeste vrijzinnigen de Documentaire hypothese aanhingen. Hij gold ook als pleitbezorger van de Masoretische Tekst en moest weinig hebben van de Septuaginta en de Aramese tekst.
4. ↑  P. Bak, "Beek, Martinus Adrianus", Protestant.nl, 26 april 2009 (gearchiveerd).
5. ↑  Dr. J.L. Palache (1886-1944) die Joods was, werd in 1941 op last van de Duitse bezetter als hoogleraar ontslagen en in 1944 met zijn vrouw naar Theresienstadt gedeporteerd. Op 18 oktober 1944 werd hij aldaar vermoord.
6. ↑  Hierbij moet worden aangetekend dat Beek gekant was tegen allerlei speculaties en hypothesen.
7. ↑  "Oudtestamenticus prof. dr. M.A. Beek vandaag 65 jaar", Reformatorisch Dagblad, 25 juni 1974, p. 2 (Digibron). Gearchiveerd op 3 juni 2019.
8. ↑  Ph.H.J. Houwink ten Cate, "In Memoriam prof. dr. M.A. Beek", Phoenix 33.2 (1987), p. 3-5. Gearchiveerd op 23 maart 2023.
9. ↑  K.R. Veenhof, "Uit de geschiedenis van Ex Oriente Lux. Feiten, herinneringen en bespiegelingen", Phoenix 54.1 (2008), p. 20-21. Gearchiveerd op 23 maart 2023.
10. ↑  "BEEK, Martinus Adrianus", in: S.S. Taylor and M. Spruytenburg (eds.), Who's Who in the Netherlands 1962/1963, 53-54.

- Bibliothèque nationale de France: cb12028759c (data)
- Biografisch Portaal: 40675599
- Digitale Bibliotheek voor de Nederlandse Letteren: beek019
- Gemeinsame Normdatei: 136948162
- International Standard Name Identifier: 0000 0001 2123 6192
- Library of Congress Control Number: n79063421
- Nationale Bibliotheek van Tsjechië: zmp20251251958
- Nationale Bibliotheek van Israël: 987007258304705171
- Nederlandse Thesaurus van Auteursnamen: 068016158
- Système universitaire de documentation: 028455657
- Trove: 791439
- Virtual International Authority File: 22156692
- WorldCat: E39PBJjMvgd4XM39yCwrfhgMyd